# جيدي كوسوكو
جيد كوسوكو (مواليد 12 يناير 1954) هو ممثل ومخرج نيجيري.

## النشأة والوظيفة
ولد في 12 يناير 1954 في لاغوس لعائلة كوسوكو الملكية في جزيرة لاغوس. درس إدارة الأعمال في كلية يابا للتكنولوجيا. بدأ حياته المهنية في التمثيل كممثل طفل في عام 1964 في إنتاج تلفزيوني «ماكانجولا». وقد ظهر في العديد من أفلام نوليود باللغتين الإنجليزية واليوروبية.
نشأ كوسوكو الشاب في إبوت ميتا وكان مصدر إلهامه هو نجاح هوبير أوغوندي لدخول عالم التمثيل، عندما دعاه أحد معارفه الذي كان يعمل مع فرقة مسرح لإجراء تجربة أداء في ماكانجولا، قبل كوسوكو الدعوة، وقام بتجربة الأداء وتم اختياره للدور، ولعب شخصية تسمى «آلابي». واصل كوسوكو التمثيل، وقام بأداء مع مجموعة «أوادا كيريكيري» وكان ضيفًا في البرنامج التلفزيوني «حفلة تنكرية جديدة». وفي عام 1972 شكل فرقته المسرحية الجماعية.
كتب وأنتج أفلامه ومسرحياته الخاصة. أصبح كوسوكو مرئي خلال عهد فيلم فيديو بإنتاج فيلمه الخاص في عام 1992.